# Wolseley Motors
Wolseley Motors Limited var en britisk producent af motorkøretøjer grundlagt i begyndelsen af 1901 af Vickers Armaments i samarbejde med Herbert Austin. Wolseley Motors fremstillede lastbiler, varevogne, personbiler m.v. og dominerede i den Edwardianske periode den britiske motorindustri. Efter 1. verdenskrig ekspanderede Wolseley kraftigt og nåede i 1921 op på en produktion af 12.000 biler. Wolseley var i denne periode den største motorproducent i Storbritannien.
Den kraftige ekspansion ledte imidlertid til selskabets konkurs i 1927. William Morris købte Wolseley af konkursboet som en privat investering. Han lagde kort inden 2. verdenskrig Wolseley ind under sit Morris Motors-imperium. Herefter var Wolseleys biler i realiteten Morris-biler, men solgt under Wolseley-mærket. Da Morris Motors i 1952 fusionerede med Austin, gik Wolseley-mærket med ind i det fusionerede selskab, British Motor Corporation (BMC) og senere ind under British Leyland, der opgav mærket i 1975.

## Grundlæggelse i 1901 og tiden indtil 1. verdenskrig
Den engelske baron og bilentusiast Herbert Austin havde siden slutningen af 1890'erne arbejdet på The Wolseley Sheep Shearing Machine Company (WSSMC) i Birmingham, hvor han havde forsøgt at overtale virksomheden til at gå ind i den spirende bilindustri. Austin havde siden 1895 på WSSMC arbejdet med bl.a. fremstilling af biler. Det lykkedes at få en mindre produktion i gang, men ledelsen af WSSMC havde ikke interesse i projektet. The Wolseley Sheep Shearing Machine Company var imidlertid indstillede på at lade Henry Austin påbegynde bilproduktion under navnet Wolseley. Henry Austin havde kontakt til opfinderen af Maxim-maskingeværet, Hiram Maxim, der siden 1896 havde arbejdet på Vickers Sons & Maxim, og der blev herefter hurtigt indgået en aftale, hvorefter Vickers, Sons and Maxim i marts 1901 stiftede The Wolseley Tool and Motor Car Company med en selskabskapital på £40.000 og med Austin som direktør.
Herbert Austin anvendte motorer med horisontal stempelgang i sine modeller for Wolseley. Da Wolseley i 1905 insisterede på, at der skulle fremstilles biler med vertikal stempelgang, opsagde Austin sin stilling og forlod Wolseley for at stifte sit eget selskab, The Austin Motor Company Limited. Da Austins kontrakt med Wolseley Tool and Motor Car Company udløb i 1906, var Wolseley den største bilfabrikant i Storbritannien og havde under Austin fremstillet 1.500 biler.
Kort inden Austin forlod Wolseley, købte selskabet goodwill og patenter tilhørende John Siddeleys Siddeley Autocar Company. og ansatte Siddeley som salgsdirektør i London, og som direktør, da Austin forlod Wolseley. Som direktør satte Siddeley sit navn på Wolseleys modeller. Siddeley opgav Austins horisontale motorer, og præsenterede i 1905 et motorprogram med vertikale stempler, hvilket var med til at forny Wolseleys image. På trods af stigende salg kom Wolseley i økonomiske problemer under Siddeley, bl.a. grundet for høje omkostninger og manglende syring af virksomheden. Produktionen af taxa'er blev i 1908 solgt til William Morris, og Siddeley fratrådte i 1909.
Firmaet opnåede fremgang under den nye ledelse. Firmaet fremstillede ikke blot personbiler, men også dobbeltdækkerbusser, lastbiler, marinemotorer og motorer til lokomotiver, fly og luftskibe.
Ved indgangen til 1. verdenskrig var Wolseley Storbritanniens største bilproducent og solgte ca. 3.000 biler om året. Selskabet skiftede i 1914 navn til Wolseley Motors Limited.

## Wolseley under 1. verdenskrig
Wolseley indgik under 1. verdenskrig kontrakter med den britiske regering om levering af køretøjer til hærens officerer og ambulancer. Yderligere producerede Wolseley i stort omfang fly, flymotorer og komponenter til fly og luftskibe, udstyr til artilleri, granater m.v.
I 1918 indgik Wolseley i et joint venture i Tokyo med Ishikawajiama Ship Building and Engineering om licensproduktion af biler. Den første japanske byggede Wolseley-bil blev leveret i 1922. Efter 2. verdenskrig blev samarbejdet reorganiseret og tog i 1949 navnet Isuzu Motors.

## Ekspansion efter 1. verdenskrig og kollaps
Under krigen var Wolseleys produktionskapacitet kraftigt forøget, og Wolseleys ejer, Vickers, fortsatte efter krigens ophør med at forøge kapaciteten for at imødekomme behovet fra biler. Vickers overførte alle sin bilaktiviteter til Wolseley, ligesom Vickers' ammunitionsfabrik Ward End i Birmingham blev lagt ind under Wolseley. Wolseley købte også i 1919 en stor ejendom ("The Wolseley") ved siden af Ritz Hotel i London, der fungerede som kontor og showroom.
Den britiske regering indførte imidlertid en særskat på "overnormal krigsprofit", og i december 1919 blev Wolseley ramt af en langvarig strejke. I juli 1920 ramte en recession økonomien, og næsten alle Wolseleys ordrer blev annulleret. I 1920 tabte Wolseley £83.000 og i de følgende år steg de årlige underskud. Den fremadstormende konkurrent Morris Motors sænkede sine priser i 1922, og i 1924 tabte Wolseley £364.000.
I slutningen af oktober 1926 gik Wolseley konkurs med en gæld på 2 millioner pund, i det der blev beskrevet som "den mest spektakulære virksomhedskollaps i den motorindustriens tidlige historie".

## Morris
Da Wolseley gik konkurs, blev boets aktiver udbudt på auktion i februar 1927. Blandt byderne var amerikanske General Motors, der i november 1925 havde købt en anden stor britisk bilproducent, Vauxhall Motors, og Austin Motor Company, hvis ejer, Herbert Austin, havde været blandt stifterne af Wolseley. De blev dog overbudt af William Morris, ejer af Morris Motors, der privat købte Wolseley med et bud på £730.000. Herbert Austin skulle have være blevet særdeles ærgerlig over ikke at kunne købe "sin" gamle virksomhed tilbage, og der bestod efterfølgende et stærkt modsætningsforhold mellem Morris og Austin, hvilket dog ikke forhindrede, at det to virksomheder i 1952 fusionerede.
Et af William Morris' mål med købet var at kunne få mulighed for at producere en 6-cylindret motor, da de hidtidige forsøg på Morris Motors var endt uden succes. Han havde set Wolseleys 2 liters 6-cylindrede 16–45 Silent Six, som Morris var meget imponeret af. Efter købet stiftede William Morris selskabet Wolseley Motors (1927) Limited, der samlede Wolseleys bilproduktion i Ward End Works i Birmingham og flyttede Morris Commercial Cars til Adderley Park. Wolseley havde indtil 1. verdenskrig været et eksklusivt mærke, men havde efter krigen forsøgt at blive et massemærke. Morris gik tilbage til den eksklusive mærkestrategi og lod fremstille større og dyre modeller, herunder en 8-cylindret model 21–60.
Den 1. juli 1935 solgte William Morris Wolseley ind under Morris Motors og kort efter blev alle Wolseley modeller varianter af Morris Motors' modeller, blot solgt under Wolseley-mærket og med et mere eksklusiv udtryk.
Efter 2. verdenskrig blev produktionen i Adderley Park nedlagt og produktionen af Wolseley blev flyttet til Morris Motors' fabrikker i Cowley i Oxford. De første efterkrigsmodeller fra Wolseley, 4/50 og 6/80 var baseret på Morris Motors' Morris Oxford MO og Morris Six MS, men udstyret med den traditionelle Wolseley kølergrill. Wolseley 6/80 var firmaets topmodel og havde større motorkraft end søstermodellen fra Morris Motors. Modellen blev benyttet som politibil af det britiske politi langt op i 1960'erne.

## BMC og British Leyland
Efter fusionen mellem Morris og Austin i 1952 og dannelsen af British Motor Corporation (BMC) delte Wolseleys modeller samme undervogn og karrosseri med MG og Riley.
I 1957 sendte Wolseley 1500 på markedet, en model, der skulle supplere Morris Minor i en mere statelig udgave. Året efter blev Wolseley 15/60 præsenteret, en model med design af Pinin Farina. Under BMC's ejerskab blev også solgt Wolseley Hornet, der var baseret på Morris Mini, ligesom Wolseley 1500 blev afløst af Wolseley 1100 (BMC ADO16) og to år senere Wolseley 1300 med en 1,3 liters motor samt Wolseley 18/85, der var en variant af Austin 1800/BMC ADO17.
BMC blev lagt ind under British Leyland i 1969, og kort efter udgik Riley-mærket, som længe havde overlappet med Wolseleys modeller. Wolseley sendte i 1972 en variant af Austin 2200 (en sekscylindret Austin 1800) på markedet under navnet Wolseley Six, der dog blev taget af markedet tre år senere til fordel for en Wolseley udgave af sedan-serien 18–22, der blot blev solgt som "Wolseley" i syv måneder, indtil Leyland samlede varianterne i ét mærke og solgte bilen som Leyland Princess. Herved ophørte brugen af Wolseley-mærket efter 74 år.
I forbindelse med afviklingen af British Leyland overgik Wolseley-mærket til MG Rover Group, der senere gik konkurs og overtaget af SAIC Motor, en del af Nanjing Automobile Group.
The Wolseley Sheep Shearing Machinery Company, der oprindeligt startede bilproduktion omkring år 1900, findes fortsat og hedder i dag Ferguson plc.